# 石原以波保
石原 以波保（いしはら いわほ、明治14年（1881年）9月 - 没年不明）は、日本の実業家、政治家。鳥取県多額納税者。元山陰実業銀行取締役。農業。大地主。元郡会議員。妹・孝子は元境町長山本亮の妻。

## 経歴
鳥取県人石原博高の二男。明治32年（1899年）家督を相続す。農業を営み県下の多額納税者にして又山陰実業銀行の重役である。

## 家族・親族
- 姉・ゆう（佐伯友光長男友文に嫁す[2]）
- 妹・孝子（山本亮に嫁す[2]）
- 妻・彌千代[2]

明治18年（1885年）5月生

## 史料

### 西伯郡の大地主
明治35年（1902年）2月の『鳥取県伯耆国一円地価所得税詳覧』によって、米子町を含む西伯郡の地価一万円以上の大地主をみると以下のとおりである。彼等は当時の経済的実力者で、その多くは、質屋を営み、銀行に投資し、商業に従事し、あるいは各種会社の役員を兼ねるなど多面的な経済活動をしていた。
米子・坂口平兵衛（七万二千八百一円）
三好栄太郎（五万六千二百六円）
名島嘉吉郎（四万七千六百七十七円）
益尾吉太郎（四万七千七百五十四円）
所子・門脇篤慶（三万六千八百十八円）
米子・松村吉太郎（三万六千百四十六円）
所子・門脇元右ェ門（三万三千七百一円）
日吉津・石原以波保（二万八千六百八十八円）
大幡・仲田兵一郎（二万七千六百七十八円）
米子・木村吉兵衛（二万四千五百九十六円）
大高・船越弥一郎（二万千三百三円）
渡・庄司廉（一万九千九百四十六円）
福米・本生芳三郎（一万八千二百二十一円）
逢坂・橋井富三郎（一万五千七百八十六円）
天津・植田豊三郎（一万五千七百八十六円）
米子・野坂茂三郎（一万五千七十八円）
御来屋・中川藤吉（一万四千百四十三円）
淀江・吹野三右ェ門（一万二千九百二十円）
米子・益尾徳次郎（一万二千二百三十九円）
富益・永見億次郎（一万千八百二十円）
米子・大谷房太郎（一万千六百二十六円）
境・荒木徳三郎（一万千二百七十八円）
庄内・国谷享（一万千九百円）
米子・杵村善市（一万千四十一円）
近藤ナオ（一万九百九十円）
法勝寺・千代清蔵（一万八百八円）
淀江・泉頭宇三郎（一万七百五十二円）
大幡・矢田貝平重（一万六百十五円）
大山・椎木多四郎（一万九十八円）
賀野・岡田平次郎（一万二千九百二十円）